# Aglianico del Vulture

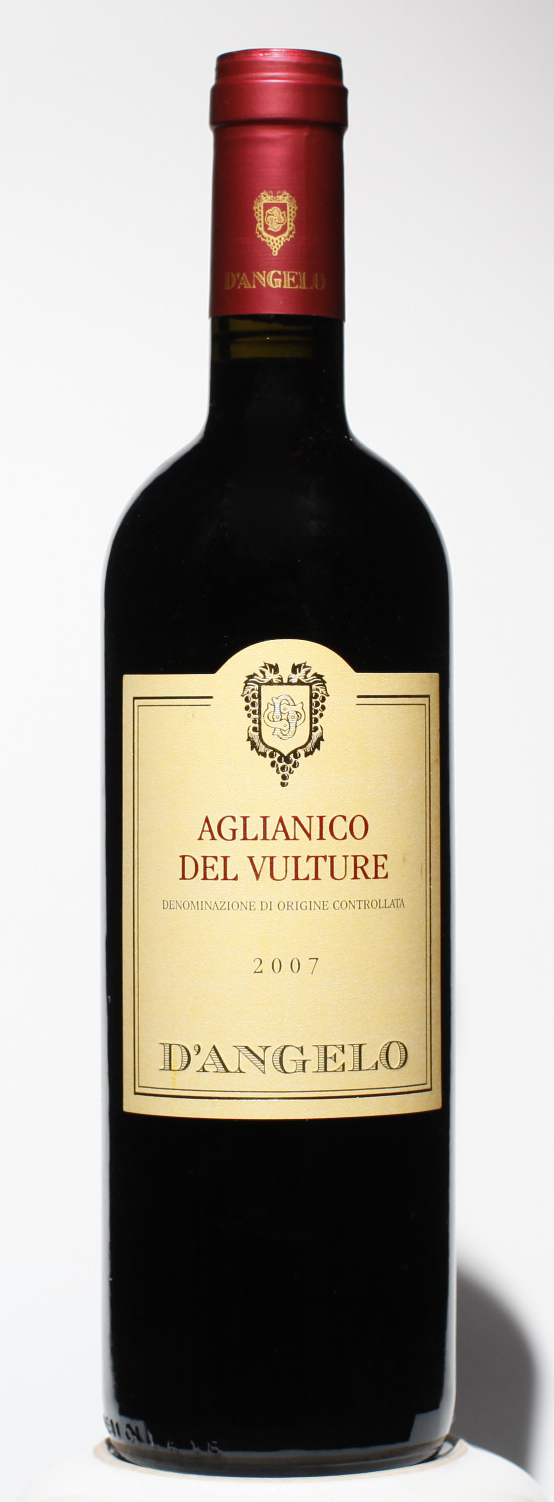
Ampolla d'Aglianico del Vulture

Aglianico del Vulture i Aglianico del Vulture Superiore són vins negres italians basats en el raïm Aglianico i produïts a la zona que envolta el Mont Vulture. Criat en sòls volcànics derivats de la muntanya Vulture propera, va rebre l'estatus de Denominazione di Origine Controllata (DOC) el 1971. El Superiore va ser elevat a un estat de Denominazione di Origine Controllata (DOCG) separat el 2011, l'únic vi DOCG de Basilicata.
Tot i que no és tan famós com altres vins italians, l'Aglianico del Vulture és considerat un dels millors vins negres d'Itàlia.

## Història
Com totes les varietats de raïm Aglianico, Aglianico del Vulture té orígens antics i es creu que va ser introduït pels grecs al sud d'Itàlia al segle VII o VI aC. S'han trobat restes d'una premsa de vi de l'època romana a la zona de Rionero in Vulture, així com una moneda de bronze que representa la divinitat de Dionís. Algunes de les referències literàries sobre la història d'Aglianico del Vulture les ha deixat Horaci, el poeta romà nascut a Venosa que va celebrar la bellesa de la seva terra natal i la qualitat del vi. Almenys una font diu que després de derrotar els romans el 212 aC, Hanníbal va enviar els seus soldats a Lucània per curar-se amb els vins del Vulture. Sota l'imperi de Suàbia, Frederic II va promoure el cultiu de la vinya. El 1280 Carles d'Anjou va ordenar a la giustiziere de Basilicata el subministrament de 400 salmes (igual a 185 litres) de "vino rubeo Melfie" (vi negre de Melfi) quan planejava una estada d'estiu a Castel Lagopesole amb la cort angevina. Els vins del Vulture, apreciats pels sobirans sueus i angevins, també eren sol·licitats pels comerciants florentins de l'època. Posteriorment es va produir un notable augment de la viticultura, relacionat també amb els nous usos del vi en la celebració de la missa i en la medicina. Al segle xv, les vinyes cobrien els vessants del Vulture entre Melfi, Rapolla i Barile. Sovint s'excavaven cellers de vi a les coves, i actualment molts cellers destacats conserven cellers a les antigues coves. El 1906 es va presentar Aglianico del Vulture a la Internacional de Milà. Pierre Viala i Victor Vermorel van citar el vi a l'Ampélographie. Traité général de viticulture. El 2012, Poste Italiane li va dedicar un segell, juntament amb altres vins de quinze regions d'Itàlia.

## Viticultura
La majoria de les vinyes es troben a les cotes més altes de la regió, normalment entre 450 i 600 metres. El raïm Aglianico madura tard i sovint és un dels últims raïms de vi no postres que es van collir a Itàlia que es van collir des de finals d'octubre fins a principis de novembre. Quan els rendiments es mantenen baixos, el raïm produirà vins amb sabor intens.

## Vinificació
Muntanya Voltor En els darrers anys s'ha produït un moviment cap a l'ús de noves bótes de roure francès per a l'envelliment del vi en lloc de bótes de castanyer grans. El vi Superiore ha de tenir un nivell alcohòlic mínim del 13,5% i tenir una criança mínima de tres anys, i els vins amb etiqueta riserva han tingut una criança mínima de cinc anys, dos dels quals han de ser de fusta.

## Vins

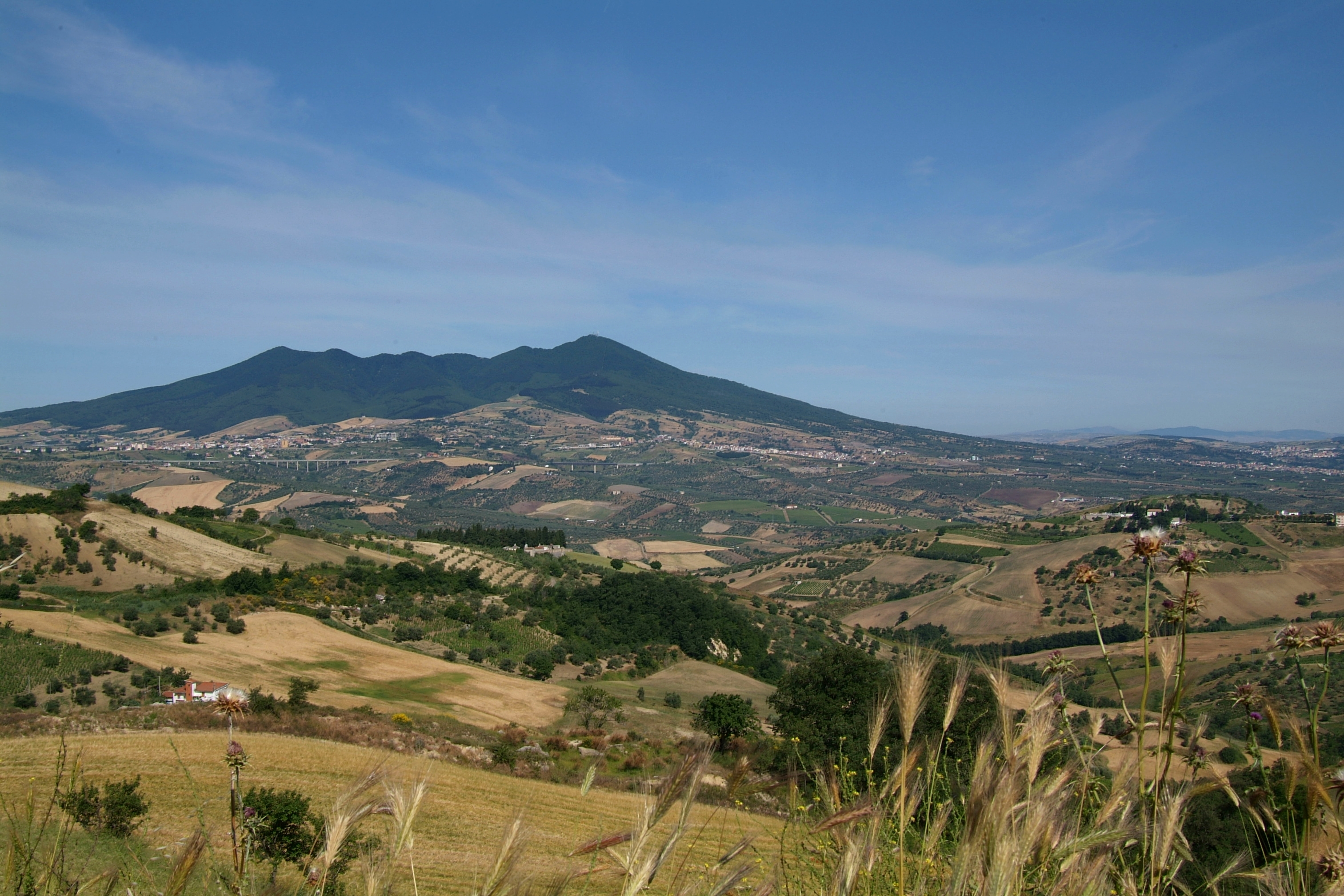
Mount Vulture

Els vins Aglianico del Vulture tenen el potencial de ser amb cos, amb una textura rica, amb una estructura tànica ferma i notes de cirera xocolata. A la seva joventut, els vins poden ser més rústics i durs, però poden desenvolupar tanins suaus i una textura més sedosa a mesura que envelleixen, tenint el potencial de millorar a l'ampolla durant 6 a 20 anys. [10]

## Municipis de procedència del raïm
Aglianico del Vulture només es pot produir a les comunes següents: Rionero in Vulture, Barile, Rapolla, Ripacandida, Ginestra, Maschito, Forenza, Acerenza, Melfi, Atella, Venosa, Lavello, Palazzo San Gervasio, Banzi, Genzano di Lucania.